# 森賀まり
森賀 まり（もりが まり、1960年6月6日 -  ）は俳人。夫は俳人の田中裕明。姉は歌人の坂原八津。

## 経歴
愛媛県生まれ。神戸女子薬科大学卒業。
1983年、「青」入会。1991年、波多野爽波の死去により、同誌終刊。1992年、田中裕明とともに「水無瀬野」を創刊、2000年、「水無瀬野」を母体に「ゆう」を創刊。この間、1994年、「百鳥」入会、翌年、第1回百鳥賞受賞。田中の没後、田中裕明研究と作品を語る雑誌「静かな場所」代表。薬剤師として働きながら三人の娘を育てる。次女の田中あさきは幻想画家。
句集『瞬く』（2009年）で、2010年、第33回俳人協会新人賞を受賞。句集『しみづあたたかをふくむ』で、2023年、第62回俳人協会賞を受賞。

## 著書
- 句集『ねむる手』 ふらんす堂、1998年 ISBN 9784894021785
- 『癒しの一句』（田中裕明との共著） ふらんす堂〈俳句入門シリーズ〉、2000年 ISBN 9784894023826
- 句集『瞬く』 ふらんす堂〈ふらんす堂精鋭俳句叢書〉、2009年 ISBN 9784781401942
- 句集『しみづあたたかをふくむ』 ふらんす堂、2022年 ISBN 9784781413976